# Jagodni Do
Jagodni Do (cyr. Јагодни До) – wieś w Czarnogórze, w gminie Pljevlja. W 2003 roku liczyła 2 mieszkańców.